# Rosa Mena Valenzuela

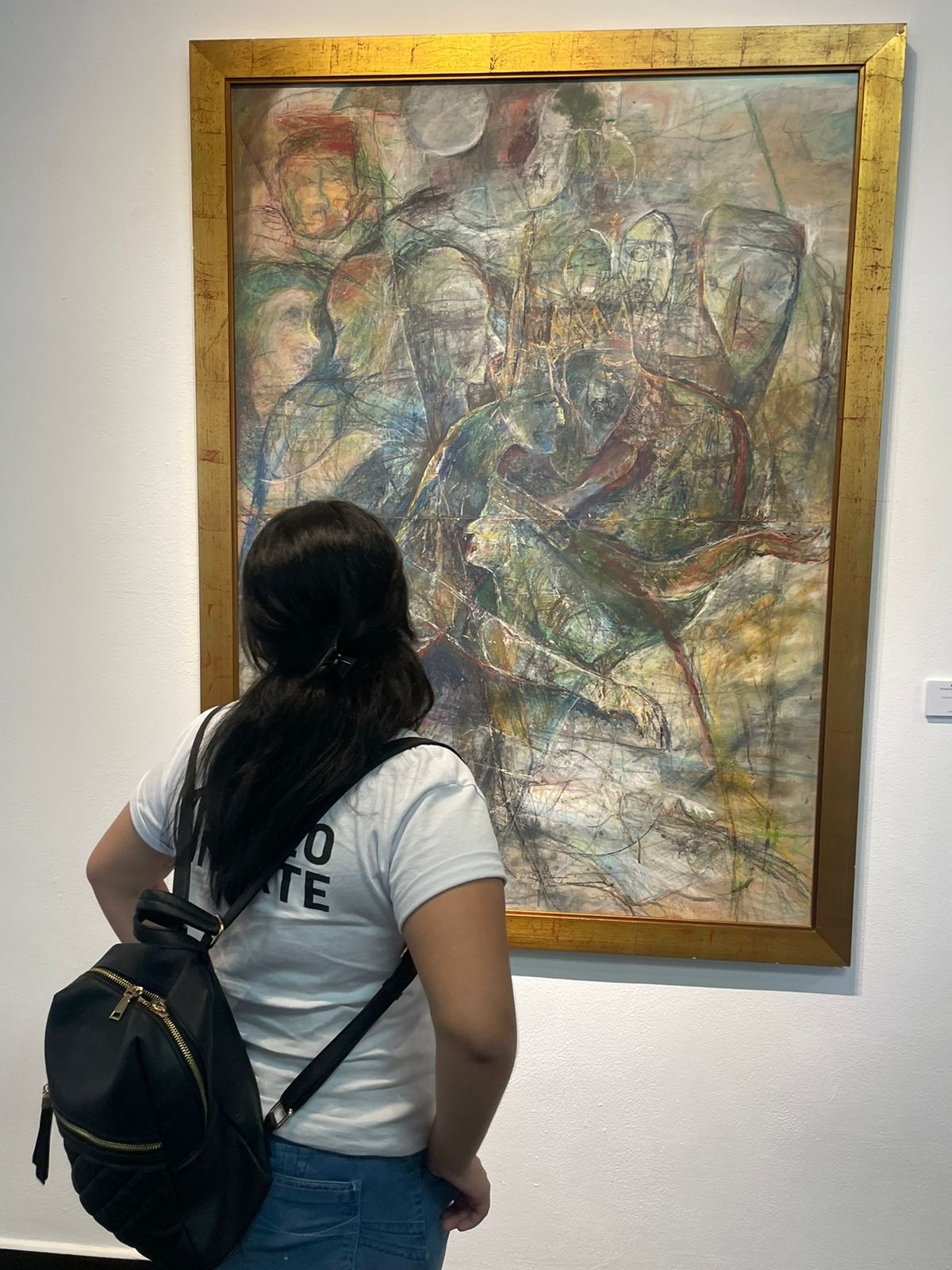
Inauguración de la exposición “Rosa Mena Valenzuela: el expresionismo psicológico y espiritual”

Rosa Mena Valenzuela (San Salvador, 13 de septiembre de 1913 - 6 de enero de 2004) fue una pintora salvadoreña. Aunque ella daba como año oficial de su nacimiento 1924, Luis Croquer reveló en 2004 que la fecha real era el 13 de septiembre de 1913.

## Biografía
Su madre, Emilia Valenzuela, y su padre, el abogado, compositor de valses y músico, José Mena, le proporcionan un ambiente intelectual y artístico que marcarían su vida. La casa de su abuela materna era frecuentada por artistas como Gianolli, María de Baratta o Angelita Peña en compañía de los cuales aprendió solfeo, piano y canto. Ganó durante varios año el Premio Nacional de Dibujo en el Colegio de Jeunes Filles Jean D´Arc. A la edad de 40 años se inscribe en la Academia del pintor español Valero Lecha.

## Obra
Su trabajo inicial tiene influencia impresionista, con trabajos como Interior, pero pronto la influencia de su maestro, Valero Lecha, se deja ver en su colección de retratos expresionistas. En los años sesenta viaja a Europa y Oriente Medio gracias a una beca otorgada por el gobierno de Italia y la cual fue tramitada para ella por Salarrué. Esta experiencia tendrá también reflejo en su pintura, que se vuelve más lineal y espiritual con cierto sincretismo religioso que combina con influencias de la caligrafía árabe y cierto estilo paleocristiano. De esta época destaca Recuerdo de Jerusalén, cuadro ganador en el Certamen Centroamericano y del Caribe de pintura en 1964.
Rompe con la pintura de caballete e hibrida el óleo con el grafito, los pasteles, lápices de color, pinturas industriales y hasta maquillaje en sus obras junto a materiales industriales como retazos de telas, pinturas, hilos y papeles como soporte y  para crear collages. 

## Exposiciones y reconocimientos
A pesar de ser criticada por sus contemporáneossu obra se expuso en Suramérica, Europa y Estados Unidos. En 1995 fue seleccionada por la Unesco para ilustrar la antología de Nicanor Parra. Dos años después viaja a España como invitada especial para participar en la inauguración de la muestra itinerante IBEROAMÉRICA PINTA parte del Proyecto Periolibros. En 2002 la Asamblea Legislativa la nombra "pintora meritísima".
El Museo de Arte de El Salvador (Museo MARTE) tiene la mayor colección de sus obras, con 66 piezas de la artista.
En sus 50 años de carrera artística, la artista inauguró 23 exposiciones, dos de ellas junto a sus alumnos Luis Lazo y Jaime Balseiro. Tras su fallecimiento han sido varias las exposiciones que se han hecho en su honor.  En junio de 2004 el Museo MARTE inaugura la exposición 'Transformaciones, provocaciones y diálogos', un homenaje a la artista. En junio de 2022 se inauguró la exposición «Rosa Mena Valenzuela: el expresionismo psicológico y espiritual» en la Sala de Exposiciones del Aeropuerto Internacional de El Salvador «San Óscar Arnulfo Romero y Galdámez» que muestra 16 obras de la artista prestadas por el Museo MARTE junto a fotografías del estudio y de la casa de la artista.